# Tokkie Tor
Tokkie Tor is de hoofdfiguur van een reeks stripverhalen en enkele tekenfilms van Walt Disney. In de oorspronkelijke Amerikaanse verhalen heet hij Bucky Bug. Tokkie is een torachtige, maar in de strips wordt niet bekend wat voor soort hij is.
Tokkie Tor werd bedacht en aanvankelijk getekend door Earl Duvall. Later werd hij getekend door onder anderen Al Taliaferro. Veel Nederlandstalige verhalen met Tokkie Tor in de hoofdrol zijn getekend door Carol Voges.

## In de stripverhalen
Zijn eerste krantenstrip verscheen in 1932. De verhaaltjes waren destijds ballonstrips die helemaal op rijm waren gezet. In het eerste verhaal, Bucky Makes His Name, dat verscheen van januari tot april 1932, wordt Tokkie geboren. Op dat moment heeft hij nog geen naam, de krantenlezers mochten namelijk zelf suggesties opsturen. Uiteindelijk werd de naam Bucky gekozen, die was ingestuurd door een lezer uit Minneapolis.
In de derde aflevering, als Tokkie Tor drie weken oud is, trekt hij (tot verdriet van zijn moeder) de wijde wereld in. Na een aantal avonturen besluit Tokkie zich in Junkville (Puindorp) te vestigen. Daar is hij sindsdien altijd gebleven. Vaak beschermt Tokkie Tor zijn woonplaats tegen vijandige mieren of aaskevers, die al evenmin iets goeds in de zin hebben. Hij wordt hierin bijgestaan door zijn onafscheidelijke boezemvriend Bo (ook wel Ko in het Nederlands), die hij tijdens zijn zwerftocht heeft leren kennen. Tokkies vriendin Tonnie is de dochter van de burgemeester van Puindorp. Tokkie en Tonnie Tor zijn in een strip uit januari 1944 getrouwd.
Tokkie Tor beleefde in het Nederlands zijn vrijwel wekelijkse avonturen in zwart-wit in Donald Duck van jaargang 1953 nummer 19 t/m jaargang 1954 nummer 8. Naast Tokkie acteren zijn vriend Ko, zijn vrouw Tonnie, Tonnies jongere broertje Thijs en Opa Goudkever. Met ingang van jaargang 1954 nummer 10 wordt Donald Duck volledig in kleur gedrukt en verdwijnt Tokkie Tor. Pas 5 jaar later, in nummer 51 van jaargang 1959, maakt hij, nu geheel in kleur, zijn rentree. Dit is slechts voor even, want Tokkies avonturen verschijnen daarna slechts met grote tussenpozen. Zijn vriend Ko heet inmiddels Bo, Thijs heet Bram, Opa Goudkever heet Cornelis Kever en de plaats Lorrendam heet nu Puindorp.

## In films
Tokkie Tor verscheen in 1932 in Bugs In Love, een tekenfilm die deel uitmaakte van de Silly Symphonies-reeks. Ook Tonnie en Bo zijn in dit filmpje al te zien. Tokkie Tor is ook even te zien in de film Who Framed Roger Rabbit uit 1988.